# Fundación Elton John contra el VIH-sida
Fundación Elton John contra el sida  (Elton John AIDS Foundation o también EJAF) es una de las fundaciones sin ánimo de lucro punteras en el mundo en la lucha contra el sida. Fue fundada por Elton John en 1992 en Estados Unidos *EJAF(USA) y en 1993 en el Reino Unido *EJAF (UK). Su objetivo es sufragar innovadores sistemas de prevención contra el sida y el VIH, los programas de educación así como el cuidado directo y los servicios de atención a personas afectadas de sida y VIH.
Desde su fundación, la EJAF ha recaudado más de 125 millones de dólares para programas que ha puesto en marcha en 55 países de todo el mundo. 
La EJAF financia sus trabajos gracias eventos especiales, contribuciones voluntarias, tanto individuales, de empresas como de otras fundaciones.